# Cadillac Brougham
Cet article concerne la Cadillac Brougham. Pour la version haut de gamme Brougham de la Fleetwood, voir Cadillac Fleetwood Brougham. Pour la série Fleetwood seule, voir Cadillac Fleetwood.

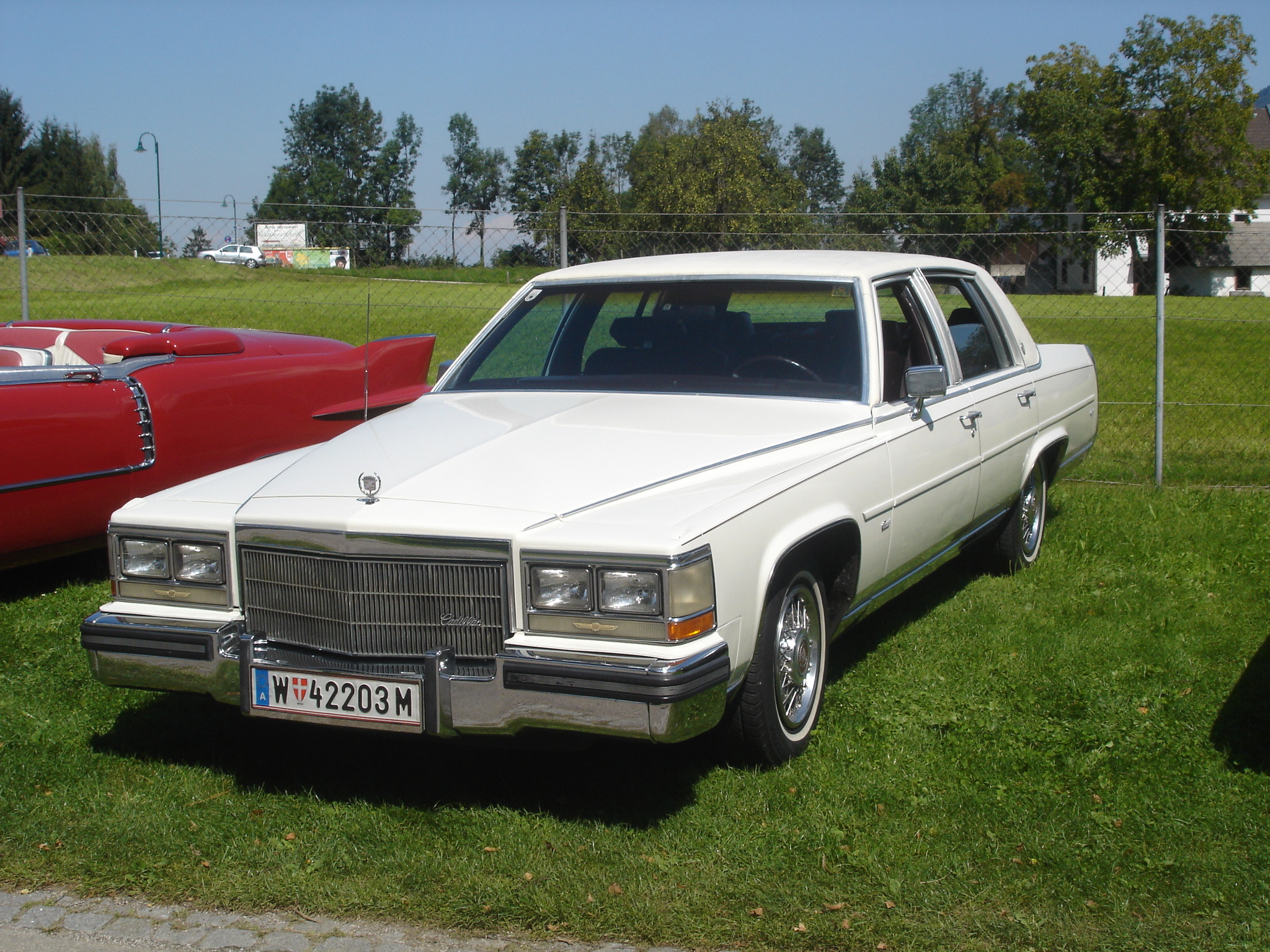
Cadillac Fleetwood Brougham (1980–1986).

La Cadillac Brougham était une gamme de voitures de luxe fabriquée par la division Cadillac Motor Car de General Motors des années modèles 1987 à 1992 et qui a été auparavant vendue de 1977 à 1986 sous le nom de Cadillac Fleetwood Brougham. Le groupe de garnitures « d'Elegance » en option, introduit à l'époque de la Fleetwood, est resté disponible. Le modèle a fait peau neuve en 1990 et a été remplacé par une toute nouvelle Cadillac Fleetwood en 1993.

## Histoire
Initialement utilisée pour une calèche fermée pour 2 à 4 personnes, la « Brougham » doit son nom à l'homme d'État britannique Henry Brougham. Cadillac a utilisé le nom pour la première fois en 1916 pour désigner une carrosserie fermée pour une berline de 5 à 7 places,,. Dans les années 1930, le nom a été donné à un style de carrosserie formel avec un compartiment chauffeur ouvert et des quartiers arrière fermés, un toit en métal et un style souvent « rasoir. Lorsque Cadillac a commencé à offrir des carrosseries Fleetwood sur certaines de ses voitures en 1925, le style de carrosserie Brougham était carrossé Fleetwood chaque année, à l'exception de 1926,. Après 1937, le nom Brougham n'a été appliqué à aucune Cadillac pendant le reste de la période précédant la Seconde Guerre mondiale,.
Le nom de Brougham réapparaîtra finalement sur le concept car Cadillac Eldorado Brougham de 1955 qui précédera les hardtops Eldorado Brougham à 4 portes des années modèles 1957 à 1960,. La Cadillac Série 70 Eldorado Brougham de 1957 a rejoint la Sixty Special et la Series 75 en tant que seuls modèles Cadillac avec des carrosseries Fleetwood, bien que le script ou les emblèmes Fleetwood n'apparaissent nulle part à l'extérieur de la voiture,, c'est la première fois en 20 ans qu'une voiture à carrosserie Fleetwood est jumelée au nom de Brougham.
Après une absence de cinq ans, le nom de Brougham est réapparu en tant qu'ensemble d'options sur la Cadillac Sixty Special de 1965,. L'année suivante, la Brougham est devenu une finition de la Fleetwood Sixty Special,. Cela a continué jusqu'en 1970,. À partir de 1971, la Sixty Special n'était disponible qu'en tant que Fleetwood Sixty Special Brougham bien équipée,. Lorsque la Sixty Special Series a été retirée en 1977, la Cadillac Fleetwood Brougham a pris sa place comme le plus grand modèle de berline produit par Cadillac jusqu'en 1986,. Le nom unique Brougham a commencé à être utilisé comme modèle Cadillac spécifique en 1987, lorsque le terme Fleetwood a été abandonné de l'ancienne Cadillac Fleetwood Brougham. Il était par ailleurs identique au modèle de 1986. La raison du changement était que Cadillac avait introduit un nouveau modèle à traction avant plus petit en 1985 et l'avait nommé simplement Cadillac Fleetwood. Pour ajouter à la confusion, le pack optionnel d' Elegance (introduit dans le haut de gamme Fleetwood dans les années 1970, offrant des prestations encore plus luxueuses, y compris des sièges capitonnés et des lampes de lecture arrière), était disponible et annexé aux noms des deux modèles, résultant en une carrosserie sur châssis / propulsion traditionnelle Fleetwood Brougham d'Elegance et un moteur monocoque / transversal Fleetwood d'Elegance. La solution consistait à supprimer le terme « Fleetwood » du modèle à propulsion arrière, ne laissant que «Brougham». Puisqu'il était carrosser sur châssis, il était populaire parmi les carrossiers qui fabriquaient des limousines étirées, comme la Lincoln Town Car similaire mais un peu plus petite, ainsi que les acheteurs traditionnels de Cadillac qui préféraient la combinaison familière de la taille extérieure, du poids et de l'arrière,. Ce fut la dernière Cadillac à être produite sans airbags.

## Description
La Brougham de 1987 a été construit à l'usine d'assemblage de Cadillac de Clark Street à Détroit (Michigan), comme l'avait été la Fleetwood Brougham en 1985-1986. Avant le passage à l'usine d'Arlington Assembly à Arlington (Texas), certains modèles de 1988 ont été produits à Detroit Assembly fin 1987, et la construction s'est poursuivie à Arlington jusqu'en 1992. Le 11e chiffre du VIN indique l'usine d'assemblage. Un 9 comme onzième chiffre indique une Brougham de Détroit ; un « R » indique une Brougham d'Arlington. De nombreux exemplaires assemblés à Arlington avaient également un décalque État du Texas / GM Arlington sur le quart de verre arrière.
Les Brougham avec le chiffre 9 sur le VIN ont été produits en 1987-1990 (et en 1986 également) et, bien que rares, peuvent être trouvés en tant que véhicules « châssis commerciaux », et ont généralement un moteur Oldsmobile 307 LG8 plus puissant et différentes transmissions (généralement le TH400 à trois vitesses), selon l'utilisation. D'une manière générale, des différences mineures entre 1987 et 1988 (VIN 9 et Y) peuvent être trouvées, telles que l'assemblage du carburateur. Bien que ces voitures utilisent toutes des carburateurs électroniques à quatre cylindres Rochester Quadrajet Electronic, les différences incluent un compensateur électronique de charge au ralenti (Détroit) par rapport au compensateur de charge à vide (Arlington), ainsi qu'un système de starter électronique (Detroit) par rapport à un système de starter climatique (Arlington). Le moteur VIN 9 est la version à haut rendement du moteur de base LV2 307 du VIN Y et partage la plupart des pièces avec lui. Le moteur HO est le même que celui utilisé dans la Oldsmobile 442 à transmission arriere. Bien que le moteur ne soit pas puissant, il s'est avéré être un moteur fiable avec une technologie éprouvée mais datée.
La Brougham portait une calandre à hayon croisé en 1987 et 1988, qui était une refonte identique de la calandre de 1981. La Brougham a reçu une nouvelle calandre à lattes verticales pour 1989, qui était égale à celles de 1982-86 avec 3 sections horizontales. Un lifting de 1990, le premier depuis 1980, a été rendu nécessaire face à la rival Lincoln Town car redessinée. Pour 1990, la Brougham a reçu un nouveau groupe de tableau de bord numérique à l'intérieur et des phares en composite, des lentilles de feux arrière contemporaines, des moulures de pare-chocs affleurantes et un 350 V8 Chevrolet en option. De plus, cette année-là, les ceintures de sécurité avant montées sur les portes sont devenues la norme afin de répondre aux normes de sécurité fédérales, car aucun airbag côté conducteur n'était disponible.
Pour 1991, le moteur V8 LV2 a été remplacé par un V8 Injection Chevrolet de 170 ch (127 kW; 172 ch), tandis que le 350 Chevrolet produisait 185 ch (138 kW ; 188 ch). Les modèles de 1992 n'ont reçu aucun changement majeur, car c'était sa dernière année. Les moteurs à injection de carburant se sont révélés être des concurrents fiables et ont fourni une énorme amélioration de la puissance par rapport aux moteurs à carburateur 307 Oldsmobile.

### OptionPremier Formal Vinyl Roof
En 1988, l'option Premier Formal Vinyl Roof est devenue disponible, ce qui a donné au Brougham standard un aspect très formel. Bien que coûteux à 1 095 $US, il a considérablement modifié l'apparence générale. Il comprenait un revêtement en vinyle, non seulement sur tout le toit de la voiture, mais aussi sur le montant B et le contour de la lunette arrière. Cette option était disponible en 1988 et 1989. Pour 1990, une variation du traitement du toit est devenue standard en conjonction avec le restylage du modèle cette année-là.

## Groupes motopropulseurs
Moteurs :
- 1987–1990 : 5,0 litres V8 LV2, 140 ch (104 kW ; 142 PS)
- 1991–1992 : 5,0 litres V8 Injection Chevrolet, 170 ch (127 kW ; 172 PS)
- 1990–1992 : 5,7 litres V8 L05 / LLO Injection, 175 à 185 ch (130 à 138 kW ; 177 à 188 PS)

Transmissions :
- 1987-1990 : transmission automatique Turbo-Hydramatic 200-4R à 4 vitesses avec le V8 Oldsmobile.
- 1990-1992 : automatique 4L60 à 4 vitesses avec le V8 Chevrolet.

## Arrêt
La dernière Cadillac Brougham est sortie de la chaîne de montage le 5 juin 1992. Le nom Fleetwood est revenu en tant que modèle propulsion avec une refonte majeure pour 1993 (la Fleetwood traction avait été renommé Sixty Special cette année-là) et Brougham est redevenu un ensemble d'options, comme en 1965.

## Production
| Année | Production |
| 1987  | 65,504     |
| 1988  | 53,130     |
| 1989  | 40,264     |
| 1990  | 33,741     |
| 1991  | 27,231     |
| 1992  | 13,761     |
| TOTAL | 233,631    |
| ----- | ---------- |